# 竺道生
竺 道生（じく どうしょう）は、中国の東晋末期から南朝宋にかけての僧侶。僧肇・慧観・僧叡と並ぶ、鳩摩羅什門下の四哲の1人。単に道生（どうしょう）とも。

## 人物
本姓は魏氏。本籍は鉅鹿郡であるが、北朝占領下にあるため、実際には彭城国の出身であった。父は広戚県の県令を務めていた。幼い頃に竺法汰の下で出家し、後に師の姓を称した。15歳で講座に上り、20歳で具足戒を授けられるなど、若くして高く評価されていた。初め、建康（現在の南京市）の龍光寺にいたが、隆安元年（397年）に廬山に入って慧遠に学び、7年間修行した。
その後、同志である慧叡・慧厳・慧観と共に長安に向かうと鳩摩羅什の下で学び、『般若経』の翻訳を助けた。義熙5年（409年）、建康に戻ると青園寺に住んだ。建康にて劉義隆・王弘・范泰・顔延之らの崇敬を受けた。景平元年（423年）、天竺から来た佛陀什に依頼して『五分律』34巻の訳出をさせた。しかし、道生が持ち帰って深めた新しい説は保守的な僧侶の反感を買い、呉郡の虎丘山に移った。道生が虎丘山の石ころに向かって経典を講説すると、石もこれに感じ入ったという。その後も10日も経ずに弟子が数百人、虎丘山に集まった。元嘉7年（430年）、再び廬山に移り住んで、『法華経』の注釈などの著述に努めた。元嘉9年（432年）には『法華経疏』を完成させている。元嘉11年10月庚子（434年11月27日）、廬山で講説を終えると、座ったまま息を引き取ったと伝えられている。
善業は報果を受けずという説と悟りには段階はなく直ちに悟りを得て成仏するという説（頓悟成仏義）を唱え、後に善根を断じた人でも成仏が可能であるという闡提成仏説を唱えて論争を起こしている。しかし、盧山に退いた後に建康に『涅槃経』が渡来し、その内容が道生の闡提成仏説と一致していたために、人々はその卓見に驚嘆したと伝えられている。

## 著作
代表的な著作に現存する『法華経疏』の他、『二諦論』・『仏性当有論』・『法身無色論』・『仏無浄土論』・『応有縁論』などがあった。